# Municipio de Ruggell
Ruggell es un municipio y ciudad del principado de Liechtenstein, situado en el extremo norte del país. Limita al norte con el municipio de Feldkirch (AT-8), al este con Schellenberg, al sur con Gamprin, y al oeste con Sennwald (CH-SG).

## Descripción general
El nombre se dice que es del latín "limpiar la tierra" más conocido por las áreas de conservación y la histórica iglesia de la parroquia de St. Fridolin.
Aunque Liechtenstein es conocido como un país en gran parte montañoso, Ruggell es en gran parte plano y está situado a orillas del río Rin, donde las fronteras internacionales con Suiza y Austria se encuentran.

## Lugares de interés
- El famoso sendero de Weg alp rohr o en español Camino al tubo recorre todo el perímetro de una montaña hasta llegar de nuevo a la ciudad. Desde 2009 se creó una carretera que recorre el citado camino.
- La iglesia de St Fridloin's se encuentra en el centro de la ciudad y es la parroquia oficial de la ciudad de Ruggell.
- El río Rin pasa por la ciudad y por él solo pasa un puente: el puente Rheinstrasse, que comunica Ruggell con la autopista.

## Comunicaciones
Para llegar a Ruggell, basta con coger un autobús o el tren que parte desde Schaan-Vaduz y que llega hasta Schellenberg, la población más cercana. Como la ciudad es muy pequeña, gran parte de ella se puede recorrer en bicicleta, ya que posee múltiples carriles bici.

## Deporte
La ciudad es famosa por el FC Ruggell, uno de los mejores equipos de todo el país, aunque milita en la sexta división de Suiza. En otros ámbitos deportivos destacan el ciclismo, el esquí, el hockey sobre hierba y otros deportes de invierno. Además, la ciudad de Ruggell tiene uno de los cuatro pabellones deportivos de Liechtenstein: los otros están en Schaan, Vaduz y en Balzers.

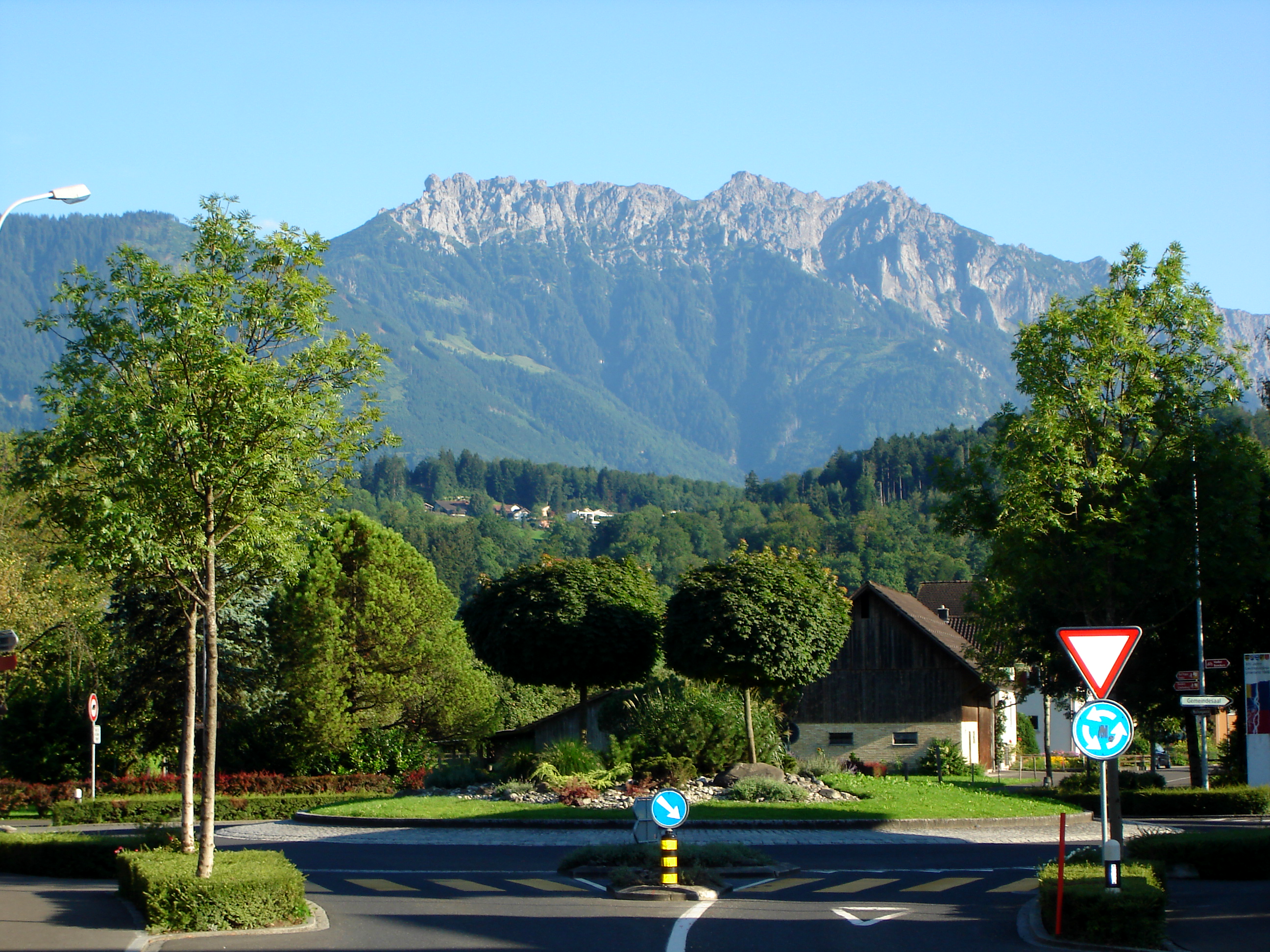
Vista de Ruggell.